# Studenec (Góry Łużyckie)
Studenec (pol. Studzieniec, niem. Kaltenberg) – wzniesienie (736 m n.p.m.) w masywie Gór Łużyckich w paśmie Sudetów Zachodnich, w Czechach.
Góra położona jest w północnych Czechach, na obszarze chronionego krajobrazu Gór Łużyckich czes. CHKO Lužicke hory, w południowo-zachodniej części Gór Łużyckich około 4 km na północny wschód od miasta Česká Kamenice, między miejscowościami Studený na północnym zachodzie a Líska na południowym wschodzie. Według czeskiego podziału wzniesienie należy do Krkonošsko-jesenická subprovincie.
Charakterystyczne wzniesienie pochodzenia wulkanicznego, o wyrazistym stożkowym kształcie i stromych zboczach z płaską powierzchnią szczytową. Wzniesienie jest najwyższe w zachodniej części Gór Łużyckich i dominuje w tej części gór. Góra zbudowana jest ze skał metamorficznych, a rdzeń góry stanowi trzon bazaltowy. Południową i południowo-wschodnią część zboczy, pokrywają w górnej części rozległe połacie rumoszu skalnego. Mniejsze wysepki gruzowisk kamiennych znajdują się również na zachodnim zboczu. Wzniesienie znane jest ze źródeł o niezwykle chłodnych wodach. Ze źródeł położonych na północno-wschodnim zboczu wypływa Stydený potok. Szczyt porośnięty jest starym lasem bukowym o prawie puszczowym charakterze, zbocza porośnięte są lasem mieszanym z przewagą buka.
Kamieniste podłoże góry w XIX wieku porastał okazały las z dużymi rozłożystymi drzewami przeważnie jodłami, których największe okazy przekraczały 50 m wysokości. Najokazalsza jodła według opisu z roku 1856, miała 380 lat, 56 m wysokości i ponad 2,5 m w obwodzie. Pozostałości pralasu porastającego górę, chronione były na północnej części góry od 1906 roku, a w 1965 r. na całej powierzchni góry utworzono rezerwat przyrody Studenny vrch, w którym chronione są okazy roślinne oraz pierwotny liściasty las mieszany, charakterystyczny dla Gór Łużyckich. Rumowiska skalne na zboczach stanowią dobry punkt widokowy.

## Historia
W XIX wieku, góra leżała na terytorium państwa Kinských. W 1850 r. książę Ferdinand Kinský zamierzał na mapach nazwać górę Ferdinandův kámen. W 1854 roku na wierzchołku góry książę postawił drewnianą więżę widokową oraz letni gościniec. W 1865 roku ze względu na zły stan wieży, wieża została zburzona, a widok z zarośniętego wierzchołka pozostał tylko na południowa stronę. Dwadzieścia lat później z inicjatywą budowy żelaznej wieży widokowej, wystąpiła górska spółka na rzecz Czeskiej Szwajcarii. W kwietniu 1888 r. rozpoczęto pierwsze prace budowlane, zamontowano bloki fundamentowe, do których ośmioma śrubami, o metrowej długości i średnicy 4 cm, przykotwiono 16,2 metrowej wysokości nitowaną konstrukcja wieży. Na platformę widokową wieży, która jednorazowo mieściła 25 osób, prowadziły spiralne schody z 92 stopniami. Wieża udostępniona została 15 lipca 1888 r., a do końca 1888 roku, wieżę zwiedziło 5000 osób. W 1890 dokończono budowę drogi z bazaltowych kamieni, prowadzącą na szczyt, a trzy lata później książę Kinský dla odwiedzających szczyt wybudował obok wieży letni gościniec ze sklepem. Gościniec służył zwiedzającym do lat pięćdziesiątych XX wieku. W późniejszym okresie szczyt i wieża straciły na popularność, a od II wojny światowej, wieża nie była konserwowana i remontowana. Obecnie wieża jest w złym stanie technicznym, korozja znacznie uszkodziła konstrukcję wieży, a część schodów i platformy widokowej rozpadła się w proch. Wstęp na wieżę jest zabroniony. W 1995 roku postanowiono odbudować wieżę, ale sprzeciwiły się temu zamiarowi przedstawiciele lasów i CHKO. W kwietniu 1996 r. wieża miała być rozebrana, ale do rozbiórki nie doszło. 28 marca 1997 roku wieża została uznana za zabytek kultury.
Czeskie Lasy blisko 10 lat starały się o odbudowę wieży i wskrzeszenie turystyki w tym rejonie. Udało się tego dokonać za sprawą przede wszystkim sponsorów, którzy dali pieniądze na modernizację konstrukcji platformy i na zrekonstruowanie schodów. Obecnie schodów jest 89 i każdy na odwrocie posiada tabliczkę z nazwiskiem bądź nazwą sponsora. Są tu osoby indywidualne, instytucje, firmy i rządowe agendy. Koszty odbudowy wieży ponieśli głównie Czesi, ale wśród sponsorów można również znaleźć Niemców.
Z platformy rozciąga się widok na Góry Łużyckie i Czeską oraz Saską Szwajcarię.

## Turystyka
obok szczytu przechodzi szlak turystyczny
- czerwony – Europejski długodystansowy szlak pieszy E3, na szczyt wzniesienia doprowadza odnoga od szlaku głównego.